# François Sterchele
François Sterchele (Lieja, Bélgica, 14 de marzo de 1982 - Beveren, Bélgica, 8 de mayo de 2008), fue un futbolista belga que se desempeñaba como delantero. Falleció en 2008 debido a un accidente de tráfico.

## Fallecimiento
En la madrugada del 8 de mayo de 2008, Sterchele falleció de manera instantánea cuando perdió el control de su Porsche Cayman y se empotró contra un árbol.

## Clubes
| Club                      | País    | Año      | Partidos | Goles |
| R. F. C Union La Calamine | Bélgica | 2003-04  | 29       | 23    |
| OH Leuven                 | Bélgica | 2004-05  | 31       | 32    |
| Charleroi S. C.           | Bélgica | 2005-06  | 31       | 9     |
| Germinal Beerschot        | Bélgica | 2006-07  | 32       | 21    |
| Club Brujas               | Bélgica | [2007-08 | 31       | 11    |